# San Pietro in Cariano

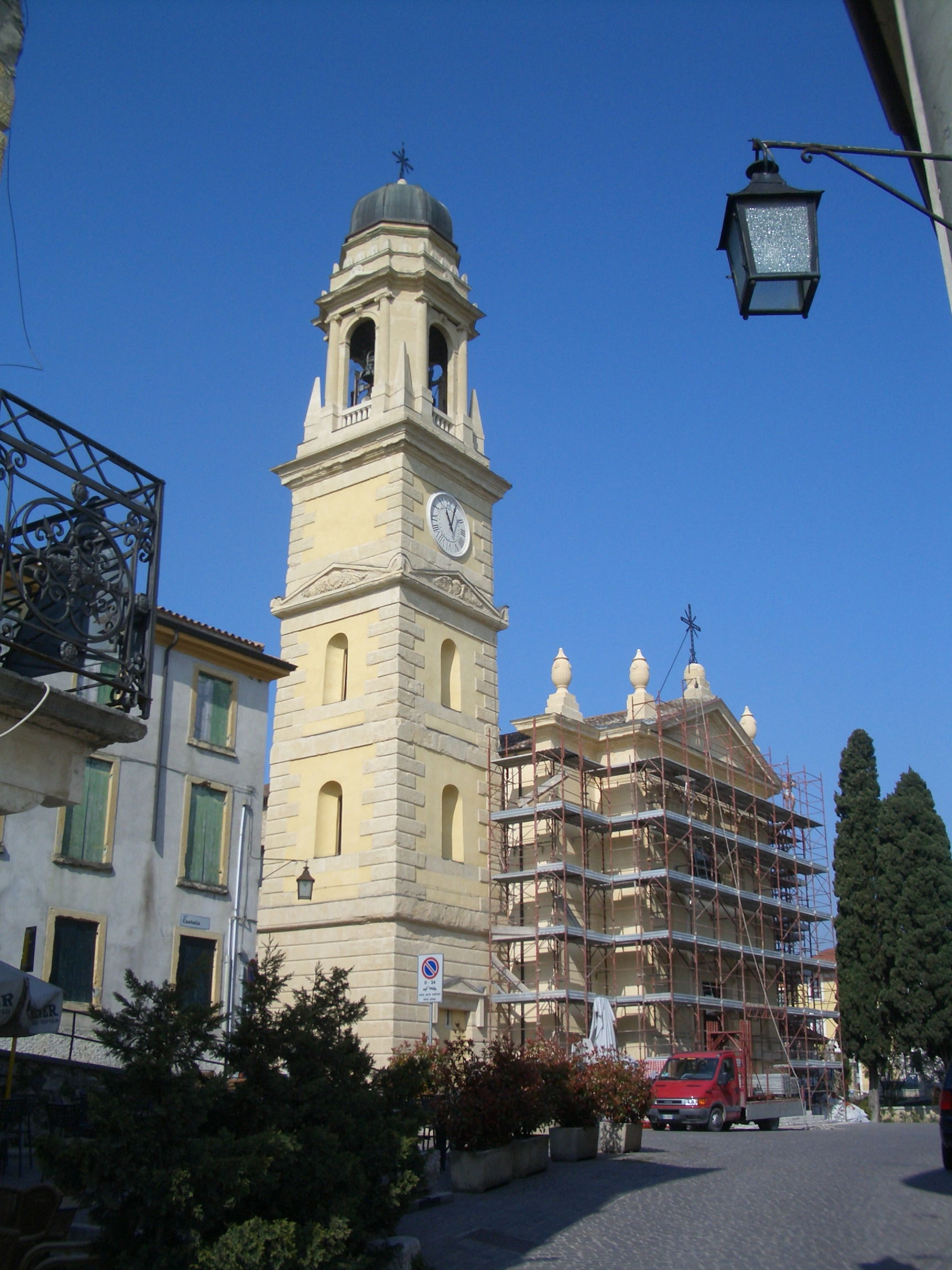
Kirche von Castelrotto

San Pietro in Cariano ist eine norditalienische Gemeinde (comune) mit 13.004 Einwohnern (Stand 31. Dezember 2023) in der Provinz Verona in Venetien. Die Gemeinde liegt etwa 12 Kilometer nordwestlich von Verona östlich der Etsch.

## Städtepartnerschaften
San Pietro in Cariano unterhält Partnerschaften mit:
- Ingelheim am Rhein, Rheinland-Pfalz, Deutschland (seit 1984)
- Ludlow, West Midlands, Vereinigtes Königreich (seit 1992)
- Stans, Tirol, Österreich

Freundschaften bestehen mit
- Bure (Ortsteil von Tellin), Provinz Luxemburg, Luxemburg
- Bure, Kanton Jura, Schweiz
- Tressange, Département Moselle, Frankreich
- Bures-sur-Yvette, Département Essonne, Frankreich
- Bure-les-Templiers, Département Côte-d’Or, Frankreich

## Wirtschaft
Der Ort liegt im Weinanbaugebiet des klassischen Valpolicella.

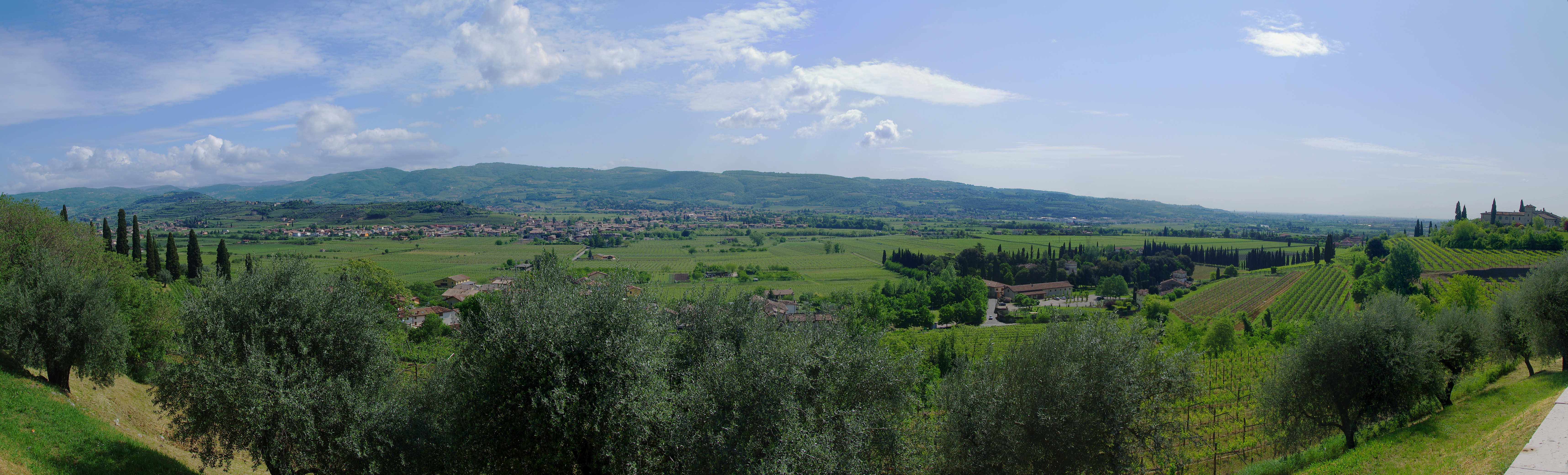
Blick von den Hügeln von Castelrotto (San Pietro in Cariano VERONA), mit den Weinbergen und Olivenhainen von Valpolicella.